# Watertoren (Middelburg)
De watertoren in Middelburg, in de Nederlandse provincie Zeeland, is gebouwd tussen 1891 en 1892. Het ontwerp in eclectische stijl is van de hand van constructeur Th. Stang. De watertoren heeft een waterreservoir van 300 m3. 

## Woonhuis
De watertoren is in 1998 omgebouwd tot woonhuis. De lift is buiten de toren geplaatst. Een deel van het dak is vervangen door een dakterras. Het pompstation achter de toren is omgebouwd tot kantoor waar Pagter Vastgoed is gevestigd.

## Foto's

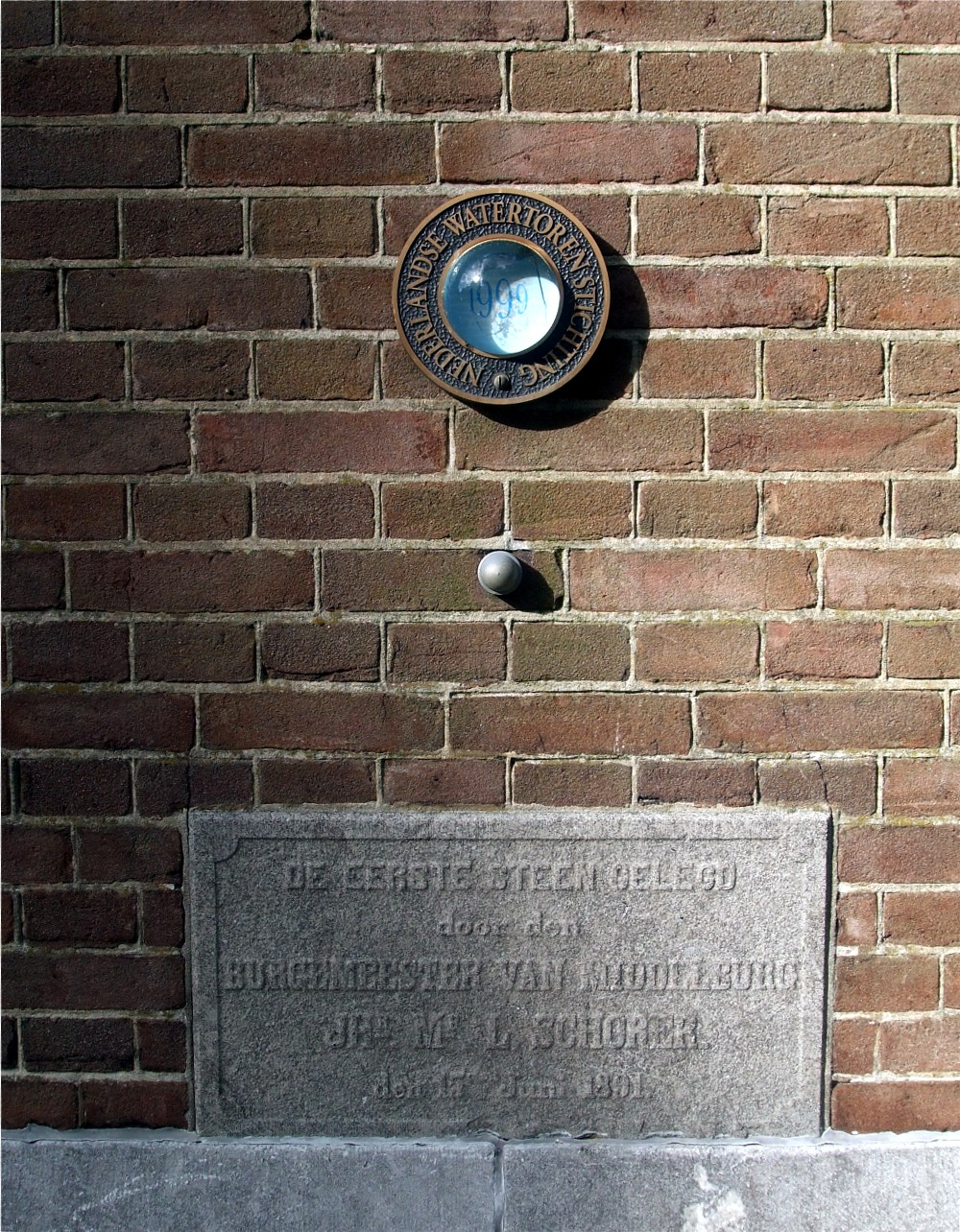
gedenksteen
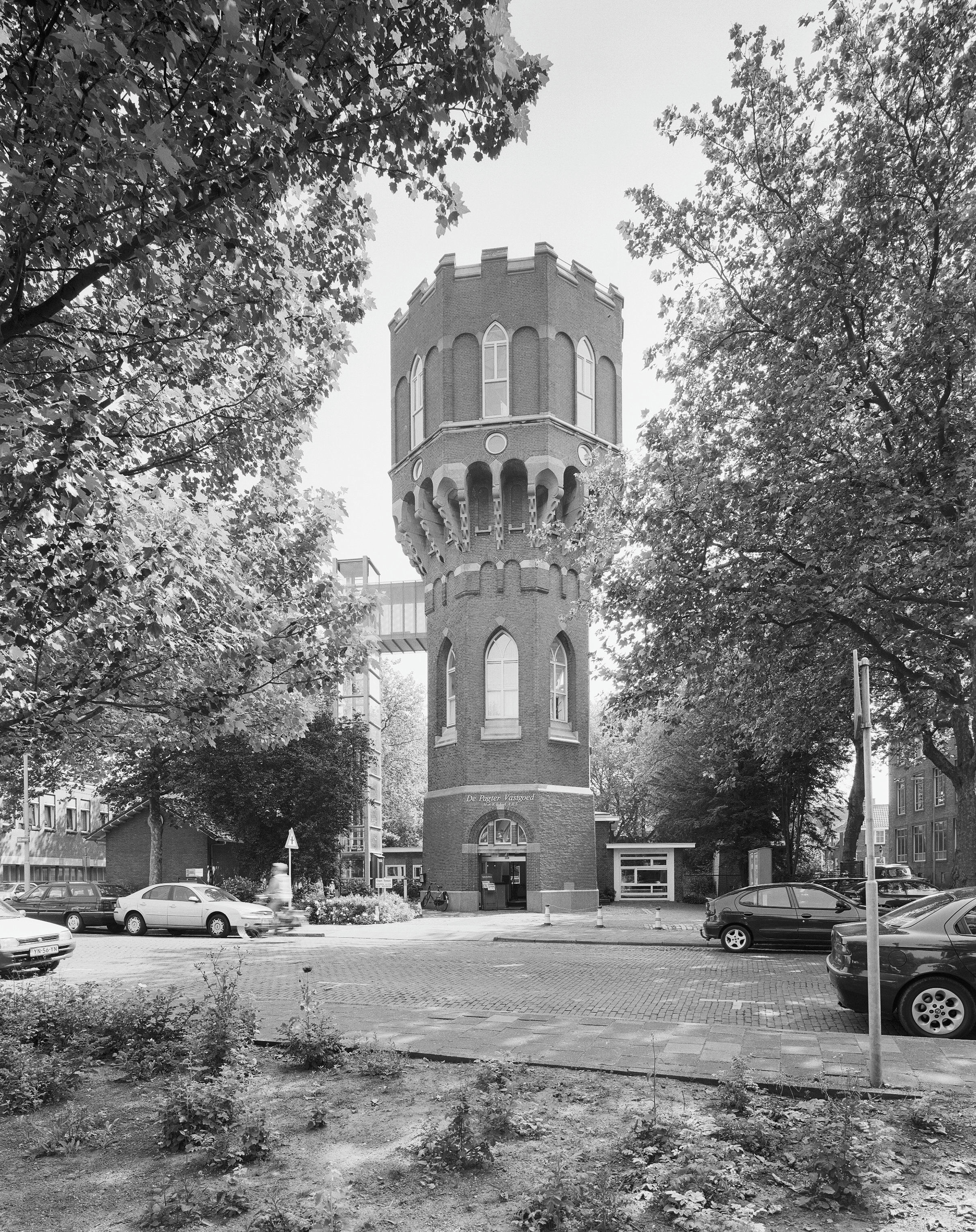
Toren in 2002